# Interleucina - 10
La interleucina-10 (IL-10 o IL10), también conocida como factor de inhibición de la síntesis de citocinas (CSIF sus siglas en inglés), es una citocina con propiedades antiinflamatorias capaz de inhibir la síntesis de citocinas proinflamatorias por los linfocitos T y los macrófagos.
Ha sido demostrada su presencia en las placas ateroscleróticas humanas, observándose en estudios experimentales que niveles bajos de IL-10 favorecen el desarrollo de lesiones ateroscleróticas más extensas y morfológicamente más inestables.

## Funciones en la enfermedad
Un estudio en ratones ha demostrado que los mastocitos también producen IL-10, lo que contrarresta el efecto inflamatorio que tienen estas células en el lugar de una reacción alérgica.
IL-10 es capaz de inhibir la síntesis de citocinas proinflamatorias como IFN-γ, IL-2, IL-3, TNFα y CSF-1 fabricados por células como macrófagos y células T Th1. También muestra una potente capacidad para suprimir la capacidad de presentación de antígenos de las células presentadoras de antígenos; sin embargo, también estimula ciertas células T (Th2) y mastocitos y estimula la maduración de las células B y la producción de anticuerpos. 
IL-10 comprueba la forma inducible de ciclooxigenasa, ciclooxigenasa-2 (COX-2). Se ha demostrado que la falta de IL-10 causa la activación de COX y la activación del receptor de tromboxano resultante para causar disfunciones endoteliales vasculares y cardíacas en ratones. Los ratones frágiles con inactivación de la interleucina 10 desarrollan disfunción cardíaca y vascular con el aumento de la edad.
La IL-10 está relacionada con las miocinas, ya que el ejercicio provoca un aumento en los niveles circulantes de IL-1.ª, IL-10 y sTNF-R, lo que sugiere que el ejercicio físico fomenta un ambiente de citocinas antiinflamatorias.

## Estructura de genes y proteínas
La proteína IL-10 es un homodímero ; cada una de sus subunidades tiene 178 aminoácidos de longitud.
La IL-10 se clasifica como una citocina de clase 2, un conjunto de citocinas que incluye IL-19, IL-20, IL-22, IL-24 (Mda-7), IL-26 e interferones de tipo I (IFN-alfa , -beta, -epsilon, -kappa, -omega), tipo II (IFN-gamma) y tipo III (IFN-lambda, [8] también conocido como IL-28A, IL-28B e IL-29) .

## Expresión y síntesis
En los seres humanos, la IL-10 está codificada por el gen IL10 , que se encuentra en el cromosoma 1 y comprende 5 exones , y es producido principalmente por monocitos y, en menor medida, linfocitos , a saber, células T auxiliares de tipo II ( T H 2), mastocitos , linfocitos T reguladores CD4 + CD25 + Foxp3 + y en un determinado subconjunto de linfocitos T y linfocitos B activados . Los monocitos pueden producir IL-10 tras la activación de PD-1 en estas células. La regulación positiva de IL-10 también está mediada por GPCR , como los receptores beta-2 adrenérgicos  y cannabinoides tipo 2. La expresión de IL-10 es mínima en tejidos no estimulados y parece requerir activación por flora comensal o patógena. La expresión de IL-10 está estrictamente regulada a nivel transcripcional y postranscripcional. Se observa una extensa remodelación del locus de IL-10 en los monocitos tras la estimulación de las vías del receptor TLR o Fc .  La inducción de IL-10 implica la señalización de ERK1 / 2, p38 y NF-κB y activación transcripcional a través de la unión del promotor de los factores de transcripción NF-κB y AP-1. La IL-10 puede autorregular su expresión a través de un circuito de retroalimentación negativa que implica la estimulación autocrina del receptor de IL-10 y la inhibición de la vía de señalización p38. Además, la expresión de IL-10 está ampliamente regulada a nivel postranscripcional, lo que puede implicar el control de la estabilidad del ARNm a través de elementos ricos en AU y por microARN como let-7 o miR-106.